# Desoxyribonuclease

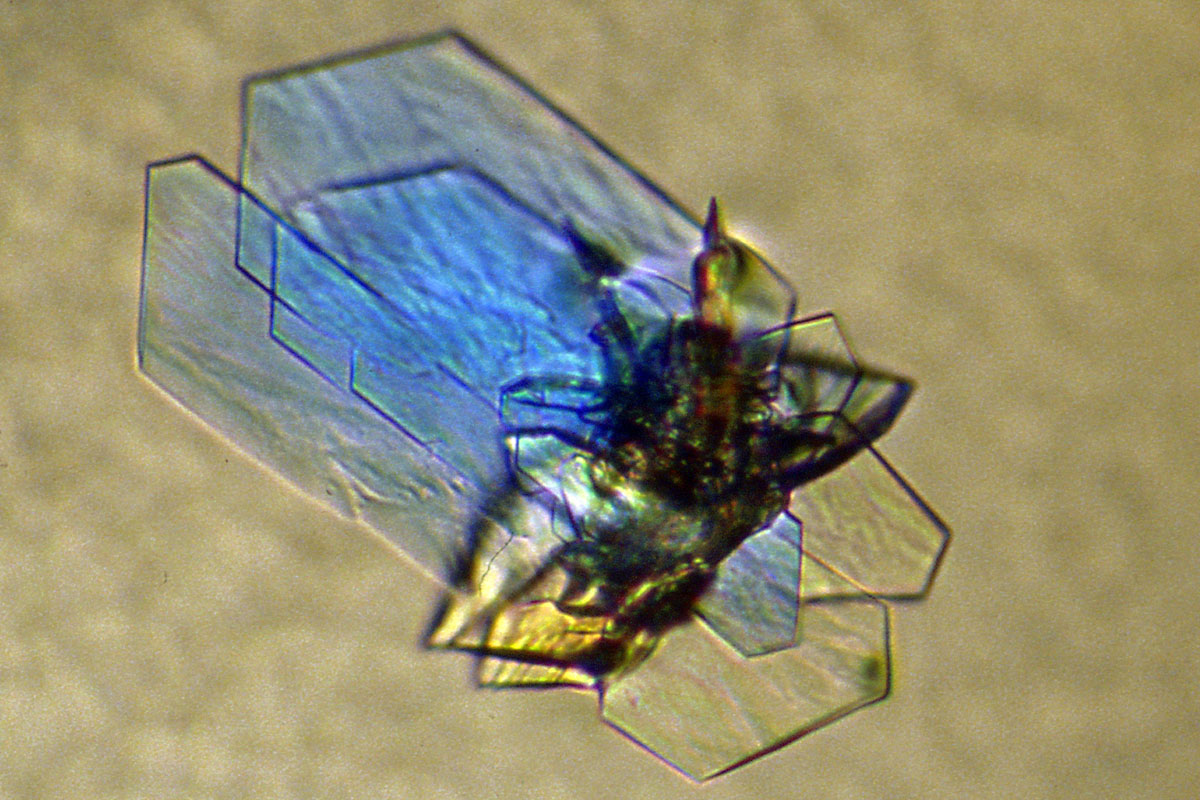
Kristallen van het DNase-proteïne.

Desoxyribonuclease (DNase, afgekort) is een enzym, onderdeel van de groep nucleasen, dat de degradatie van DNA katalyseert. Desoxyribonuclease is een hydrolase: een enzym dat de chemische binding genaamd fosfodi-esterbinding hydrolyseert, zonder uiteindelijk deel te nemen aan de reactie. Daarom behoort desoxyribonuclease tot de groep katalysatoren.
Er is een groot aantal desoxyribonucleasen bekend, dat onderscheid maakt in biologisch substraat, chemische reactiemechanismen en biologische functies. Desoxyribonucleasen komen in alle levende wezens voor en zijn een essentieel onderdeel van de stofwisseling in een cel.

## Reactiewijzen
Sommigen DNasen maken geen onderscheid welke gedeelten van de DNA-keten doorgeknipt worden. Andere DNasen daarentegen maken wel onderscheid, soms in combinatie met een restrictie-enzym, en knippen zeer specifieke genen los. Genen bestaan uit een aantal nucleotiden die in een bepaalde volgorde of sequenties met elkaar zijn verbonden. Het handelt hier om DNasen die zowel enkel- als dubbelstrengig DNA hydrolyseren en sommige allebei.
DNase-enzymen kunnen via een verstuiver ingeademd worden. Het is een behandelmethode voor patiënten die lijden aan taaislijmziekte. DNase-enzymen helpen door de samengeklonterde witte bloedcellen in het slijm af te breken. Het DNA, dat vrijkomt nadat de cel is afgebroken, is vrij plakkerig. Het DNase zorgt ervoor dat het DNA wordt afgebroken en zo kan het slijm eenvoudiger uit de longen verdwijnen.

## Type desoxyribonucleasen
Desoxyribonucleasen in levende wezens, de metazoa, worden onderverdeeld in endonucleasen en exonucleasen. Er zijn verscheidene klassen en subklassen van bekend die vallen onder het EC-nummer 2.7 (fosforolytische enzymen) en  EC-nummer 3.1 (hydrolytische enzymen) enzymklassen. De 'International Union of Biochemistry and Molecular Biology' heeft de EC-nummers 3.1.26.- en 3.1.27.- gereserveerd voor de endonucleasen en de EC-nummers 3.1.13.- en 3.1.14.- voor exonucleasen. Terwijl er nog weinig nucleasen bekend zijn die zowel RNA als DNA hydrolyseren, EC-nummers (3.1.15.- en 3.1.16.-). Het handelt hier om zowel enkel- als dubbelstrengig DNA; hierin wordt geen onderscheid gemaakt in de indeling van DNase. De twee hoofdgroepen DNases zijn desoxyribonuclease I en desoxyribonuclease II. Een ander type is het DNase Micrococcal nuclease.

## Eigenschappen van desoxyribonucleasen
DNA absorbeert uv-straling met een golflengte van 260 nm. Het uv wordt geabsorbeerd door de pi-elektronen in de aromatische basen van DNA. Deze eigenschap wordt gebruikt om de eenheid Kunitz te definiëren: een Kunitz-eenheid is de hoeveelheid enzym die wordt toegevoegd aan 1 milligram/ 1 milliliter DNA en een toename in absorptie van 0,001 per minuut veroorzaakt van de golflengte 260 nm bij 25 °C in een 0,1-molaire buffer van NaOAc (pH 5,0). De naam van deze eenheid is een erkenning van de Russisch-Amerikaanse biochemicus M. Kunitz, die deze standaardtest in 1946 voorstelde.

## Numeriek Classificatiesysteem
Desoxyribonucleasen zijn volgens het enzymclassificatiesysteem van het "Nomenclature Committee of the International Union of Biochemistry and Molecular Biology" (NC-IUBMB) ingedeeld onder de hydrolasen (EC-nummer 3). De desoxyribonucleasen behoren samen met de fosfodi-esterasen, lipasen en fosfatasen tot de esterasen (EC-nummer 3.1), een ondergroep van de hydrolasen. Ze breken esters af. De esterasen waartoe de desoxyribonucleasen behoren en die nucleïnezuren afbreken, worden ingedeeld in de groepen EC-nummer 3.1.11 - EC-nummer 3.1.31.